# Oxalis platylepis
Oxalis platylepis är en harsyreväxtart som beskrevs av Hugh Algernon Weddell. Oxalis platylepis ingår i släktet oxalisar, och familjen harsyreväxter. Inga underarter finns listade i Catalogue of Life.